# Enthusiasmus (Donbass-Sinfonie)
Enthusiasmus (Donbass-Sinfonie) (Originaltitel: Энтузиазм: Симфония Донбасса Entusiasm: Simfonija Donbassa) ist ein sowjetischer Dokumentarfilm des Studios Ukrainfilm von Dsiga Wertow aus dem Jahr 1931. 

## Handlung
Eine junge Frau sitzt am Radioapparat und hört mit Kopfhörern verschiedene Klänge und auch die Musik eines Orchesters, welches zu sehen ist. Die Töne aus dem Kopfhörer begleiten den Film eine geraume Zeit, denn sie sind Teil der Möglichkeiten, die der noch junge Tonfilm den Geräuschen und der Musik bietet. 
Zum Glockengeläut von alten orthodoxen Kirchen werden vorzugsweise ältere Menschen gezeigt, die beim Betreten der Gotteshäuser betend die Heiligtümer ihres Glaubens küssen und sich bekreuzigen. Dazu werden im Wechsel auch Aufnahmen von viel Alkohol trinkenden Männern gezeigt, die sich dann nicht mehr auf den Beinen halten können, weil sie zu betrunken sind. Doch dann wird mit einer Sirene eine andere Zeit angekündigt. Junge Menschen und Werktätige marschieren mit Musik auf die Kirchengelände, um die Dächer von den Kreuzen zu befreien und, unter dem Jubel von hunderten Arbeitern, dafür die Rote Fahne und einen Sowjetstern zu installieren. Auch alle kirchlichen Reliquien werden unter der Begleitung eines Orchesters mit sozialistischen Arbeiterliedern aus den Häusern entfernt, die in Zukunft als Klubs der Komsomolzen und der Werktätigen genutzt werden können. 
Im Donbass gerät die Erfüllung des Fünfjahresplanes für die Kohleförderung in Gefahr. Da auch die wichtigen Stahlwerke Steinkohle brauchen, werden im ganzen Land junge Leute gewonnen, die die Bergarbeiter unterstützen sollen. In Sonderzügen werden sie mit großen Abschiedszeremonien zu ihren Einsatzorten gefahren. Bevor sie im Schacht arbeiten dürfen, müssen sie erst noch über der Erde die einzelnen erforderlichen Handgriffe und Bewegungsabläufe erlernen. Im Vergleich zu den Übungen werden Filmaufnahmen von den tatsächlichen Abläufen in den Bergwerken gezeigt. Auf öffentlichen Versammlungen erklären sogenannte Stoßarbeiter, dass sie sich verpflichten, die geforderte Norm auf jeden Fall zu erfüllen. Die Bilder zeigen anschließend die Produktionsabläufe in den Stahlwerken, um zu beweisen, wie wichtig die Förderung der Steinkohle ist, denn ohne Kohle kann kein Stahl hergestellt werden.
Weitere Aufnahmen zeigen riesige Getreidefelder, die mit Maschinen gemäht werden. Die anschließende Verarbeitung wird fast ausschließlich von Frauen übernommen, die auch das Getreide den Dreschmaschinen zuführen. In den Pausen findet sich auch immer noch die Zeit für Gesang und ein Tänzchen. Die Pausen werden aber auch genutzt, um immer wieder in Reden zu betonen, dass alles nur dem Aufbau des Sozialismus dient. Das wird auch durch ständig erscheinende Sequenzen von stolzen marschierenden Arbeitern, Komsomolzen und bewaffneten Rotarmisten betont, die den gesamten Film begleiten.

## Produktion und Veröffentlichung
Der Schwarzweißfilm hatte am 2. April 1931 unter dem Titel Энтузиазм (Симфония Донбасса) in der Sowjetunion Premiere.
In der DDR wurde der Film unter dem Titel Sinfonie des Donbass das erste Mal nachweisbar am 2. Dezember 1972 vom Staatlichen Filmarchiv der DDR im Berliner Kino Studio Camera in der Oranienburger Straße 54 aufgeführt. Weitere Ankündigungen des Films in den folgenden Jahren erfolgten unter den Titeln Sinfonie vom Donbass und Donbass-Sinfonie. Im März 2019 wurde der Film im Berliner Kino Arsenal unter dem Titel Entusiasm (Simfonija Donbassa) in der Originalfassung aus der Sammlung des Österreichischen Filmmuseums mit deutschen Untertiteln gezeigt.